# (2439) Улугбек
(2439) Улугбек (лат. Ulugbek) — типичный астероид главного пояса, открыт 21 августа 1977 года советским астрономом Николаем Черных в Крымской астрофизической обсерватории и 28 марта 1983 года назван в честь Улугбека.

## Обнаружение и именование
(2439) Улугбек
Открыт 21 августа 1977 года в Научном Н. С. Черных.
Назван в честь знаменитого узбекского астронома и математика Улугбека (Ulugh Beg) Мухаммеда Тарагая (1394—1449). В честь Улугбека также назван лунный кратер.
Оригинальный текст (англ.)2439 Ulugbek
Discovered 1977-08-21 by Chernykh, N. at Nauchnyj.
Named for the celebrated Uzbek astronomer and mathematician Ulugbek (Ulugh Beg) Mukhammed Taragaj (1394—1449). Ulugh Beg is also honored by a lunar crater.
Источники: DISCOVERY.DB; M.P.C. 7784.

## Орбита

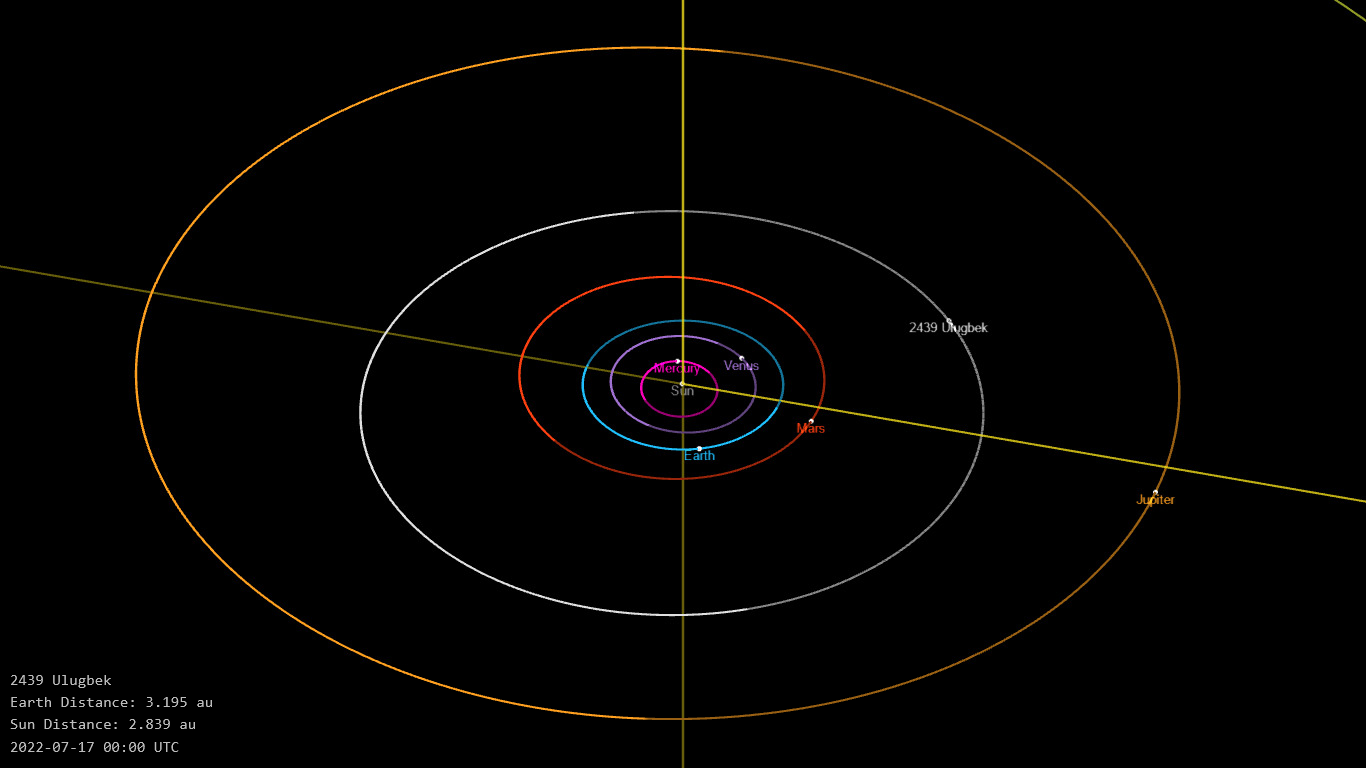
Орбита астероида Улугбек и его положение в Солнечной системе

## Физические характеристики
Из наблюдений системы ATLAS следует, что астероид относится к таксономическому классу C.
По результатам наблюдений в инфракрасном диапазоне орбитальной обсерватории IRAS и спутника Akari и наблюдений в видимом и ближнем инфракрасном диапазоне космического телескопа NEOWISE диаметр астероида сначала оценивался равным 20,41±1,00 км, позже — 21,457±0,252 км, 20,78±1,00 км. Согласно тем же источникам альбедо оценивается как 0,1065±0,012, 0,0801±0,0083, 0,103±0,011 и 0,080±0,008.